# مدام سوزاتزكا (رواية)
مدام سوزاتزكا (بالإنجليزية: Madame Sousatzka)‏ هي رواية للكاتبة البريطانية برنيس روبنز، نشرت عام 2013، عن دار نشر بلومزبري في المملكة المتحدة.